# 国道175号

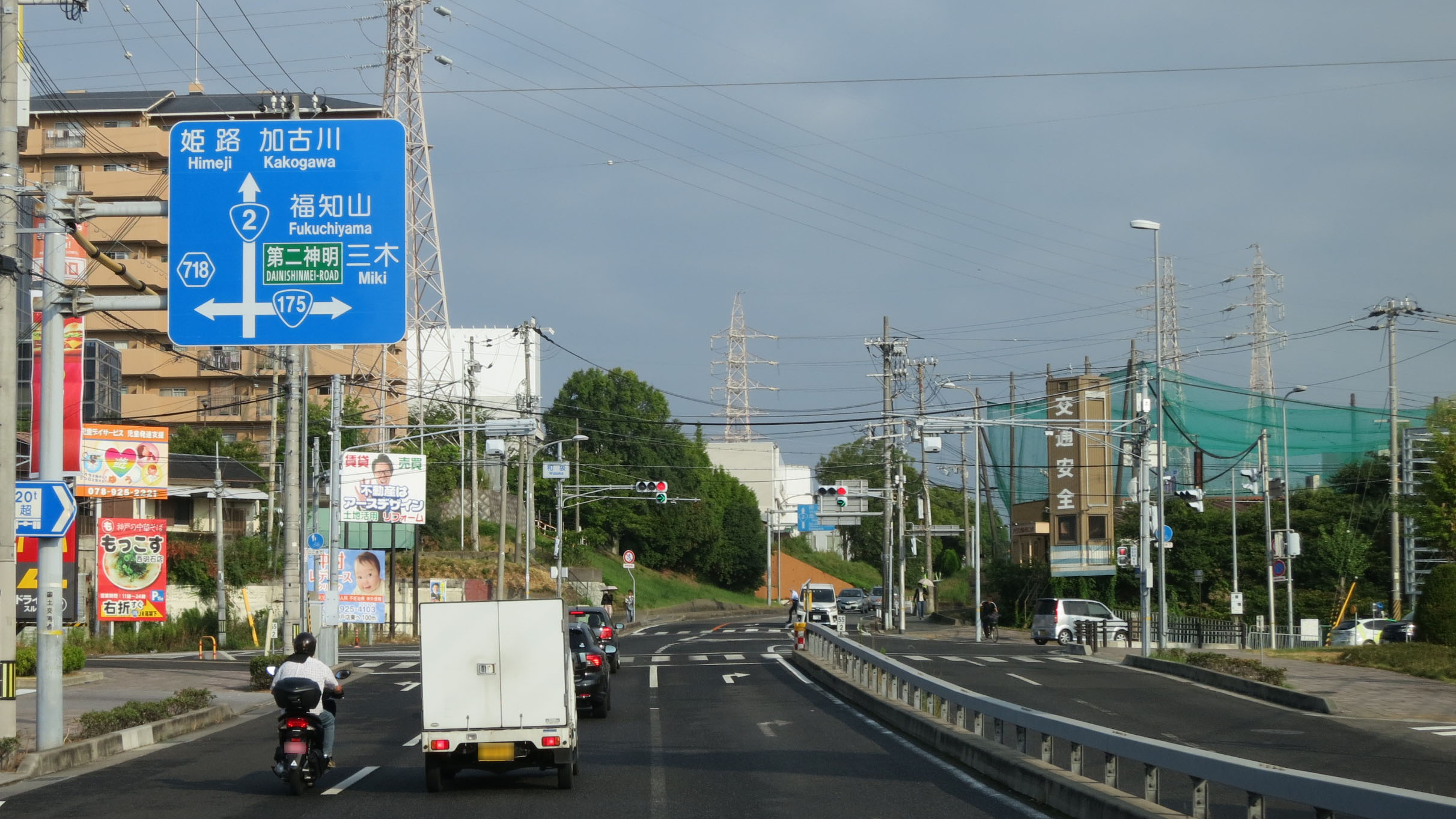
国道175号 起点
兵庫県明石市 和坂交差点

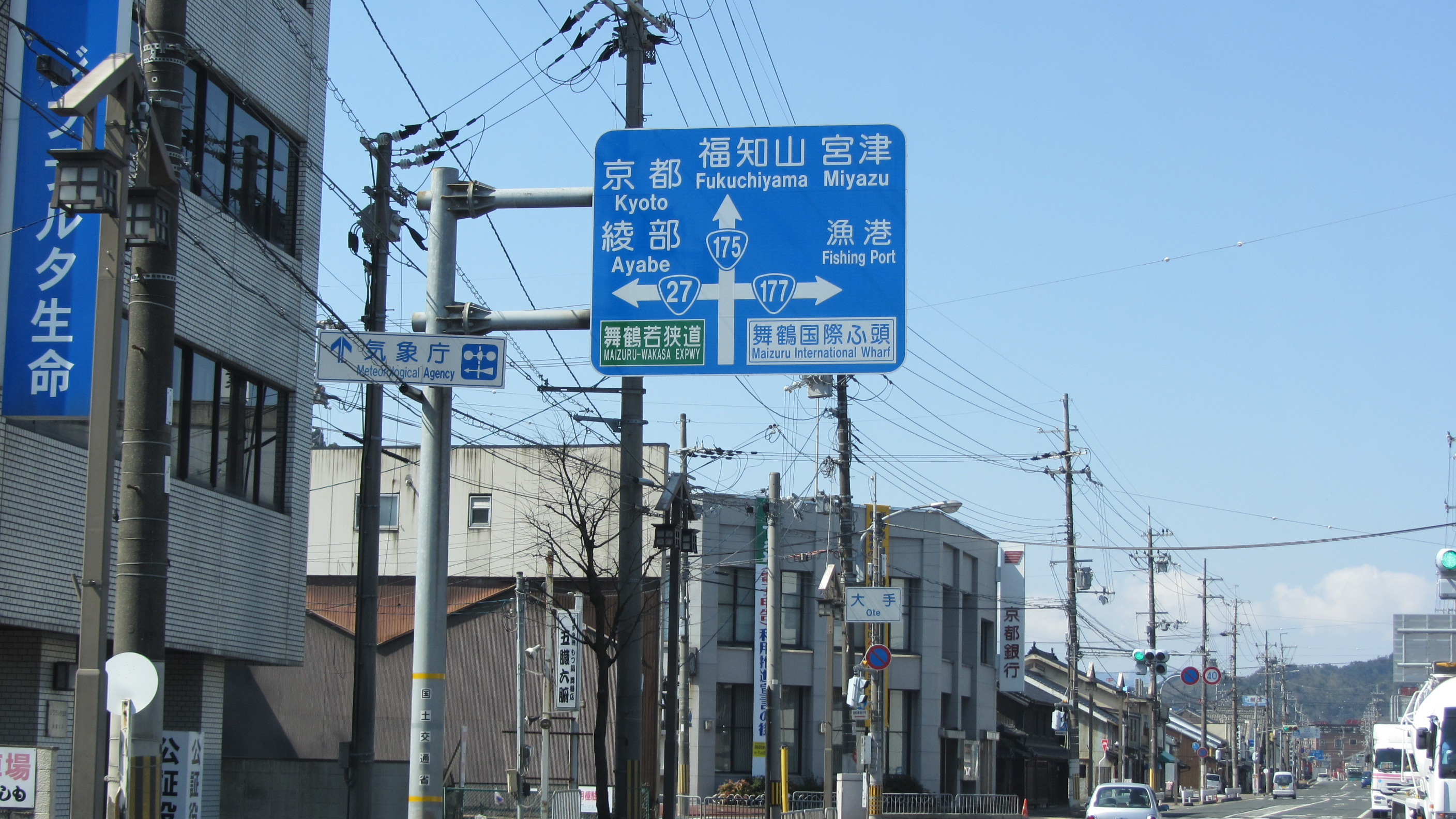
国道175号 終点
京都府舞鶴市 大手交差点

国道175号（こくどう175ごう）は、兵庫県明石市から京都府舞鶴市に至る一般国道である。

## 概要
本州を近畿地方西部で南北に横断し、縦断路線である山陽自動車道や中国自動車道と連絡するほか、舞鶴若狭自動車道とも連絡している。兵庫県区間の大半が指定区間となっており、バイパス道路の建設や両側4車線への改良などの整備が進む。

### 路線データ
一般国道の路線を指定する政令に基づく起終点および重要な経過地は次のとおり。
- 起点：明石市（和坂交差点[注釈 2] = 国道2号交点、国道427号起点）
- 終点：舞鶴市（大手交差点 = 国道27号交点、国道177号終点、国道178号起点）
- 重要な経過地：兵庫県神戸市、三木市、小野市、加東郡社町[注釈 3]、西脇市、氷上郡氷上町[注釈 4]、同郡春日町[注釈 4]、京都府福知山市、加佐郡大江町[注釈 5]
- 総延長 : 133.7 km（京都府 41.7 km、兵庫県 74.0 km、神戸市 18.0 km）重用延長、未供用延長を含む。[2][注釈 6]
- 重用延長 : 11.3 km（京都府 7.6 km、兵庫県 0.5 km、神戸市 3.2 km）[2][注釈 6]
- 未供用延長 : 2.1 km（京都府 - km、兵庫県 2.1 km、神戸市 - km）[2][注釈 6]
- 実延長 : 120.3 km（京都府 34.1 km、兵庫県 71.4 km、神戸市 14.9 km）[2][注釈 6]
  - 現道 : 112.2 km（京都府 33.7 km、兵庫県 67.8 km、神戸市 10.7 km）[2][注釈 6]
  - 旧道 : 6.0 km（京都府 0.4 km、兵庫県 1.5 km、神戸市 4.2 km）[2][注釈 6]
  - 新道 : 2.1 km（京都府 - km、兵庫県 2.1 km、神戸市 - km）[2][注釈 6]
- 指定区間[3]
  - 明石市立石一丁目2番3 - 丹波市氷上町横田字中ら堂626番14（明石市・和坂交差点 - 丹波市・稲継交差点）
  - 福知山市字堀小字上高田2171番4 - 同市字牧小字市場455番2（福知山市・東堀交差点 - 牧交差点＝国道9号と重複する区間）

## 歴史
- 1953年（昭和28年）5月18日 - 二級国道175号明石舞鶴線（明石市 - 舞鶴市）として指定施行[4]。ただし、一部区間は旧道路法による国道として1920年（大正9年）から指定されていた。
- 1965年（昭和40年）4月1日 - 道路法改正により一級・二級区分が廃止されて一般国道175号として指定施行[1]。

## 路線状況
複数の高速道路と連絡し、幹線道路として交通量が多く、小野市内で1日あたり27,000台におよぶ。また、多いところで全体の交通量の2割を大型車が占めている。福知山市から舞鶴市にかけて沿線を流下する由良川流域では度重なる洪水被害を受けており、所々に水位計測所とモニターによる表示板、ならびにに規制水位時に道路を自動的に封鎖するシステムが運用されている。中でも大川橋建設中の2004年（平成16年）10月20日に受けた平成16年台風第23号による被害では、観光バスの水没が象徴的な出来事として取り上げられた。

### 通称
- イナゴ（沿線における呼称）
- 水分れ街道（日本風景街道）[7]
- 明舞国道
- 明石街道
- 宮津街道

### バイパス

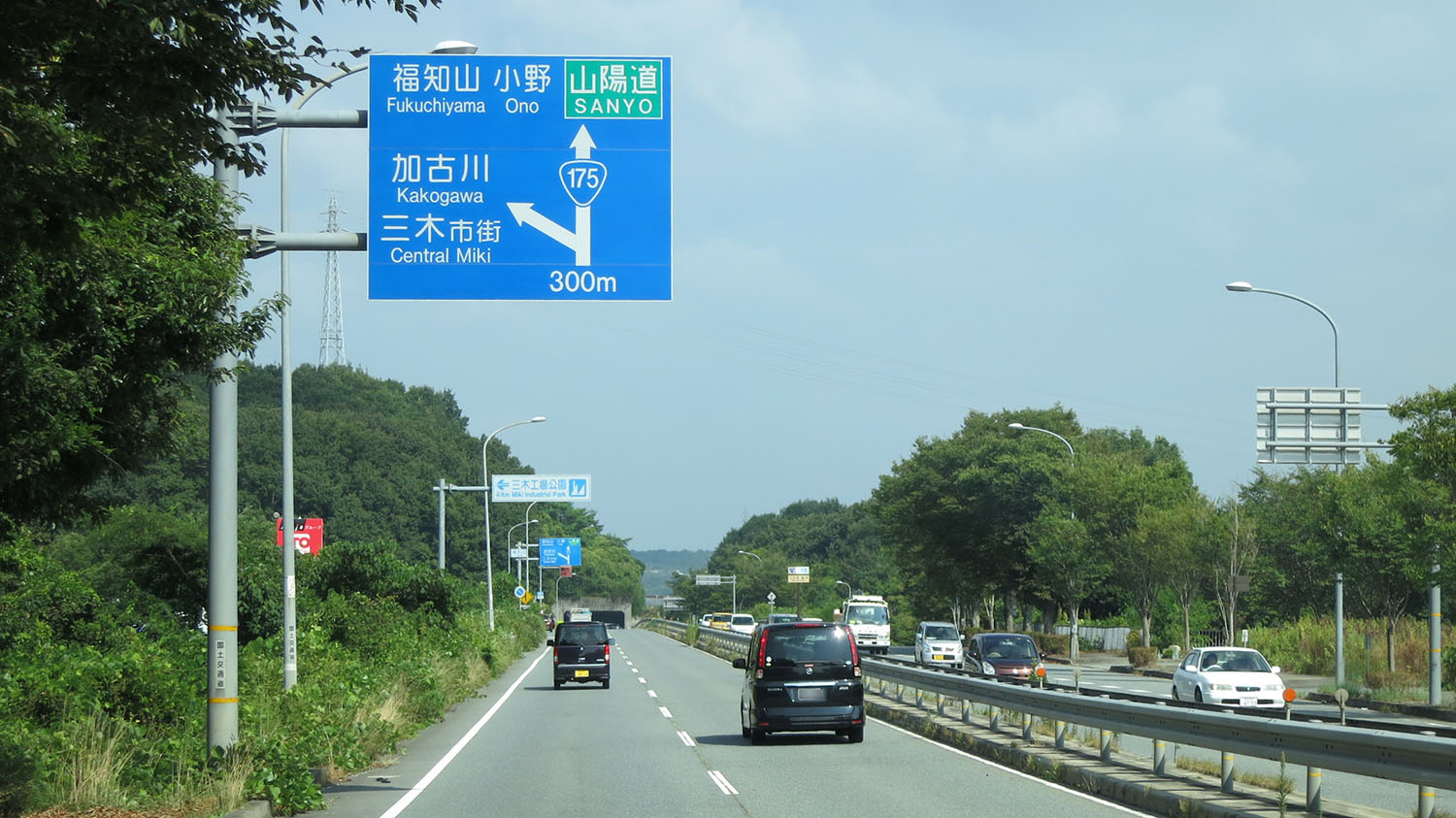
三木バイパス　高木IC付近
兵庫県三木市別所町

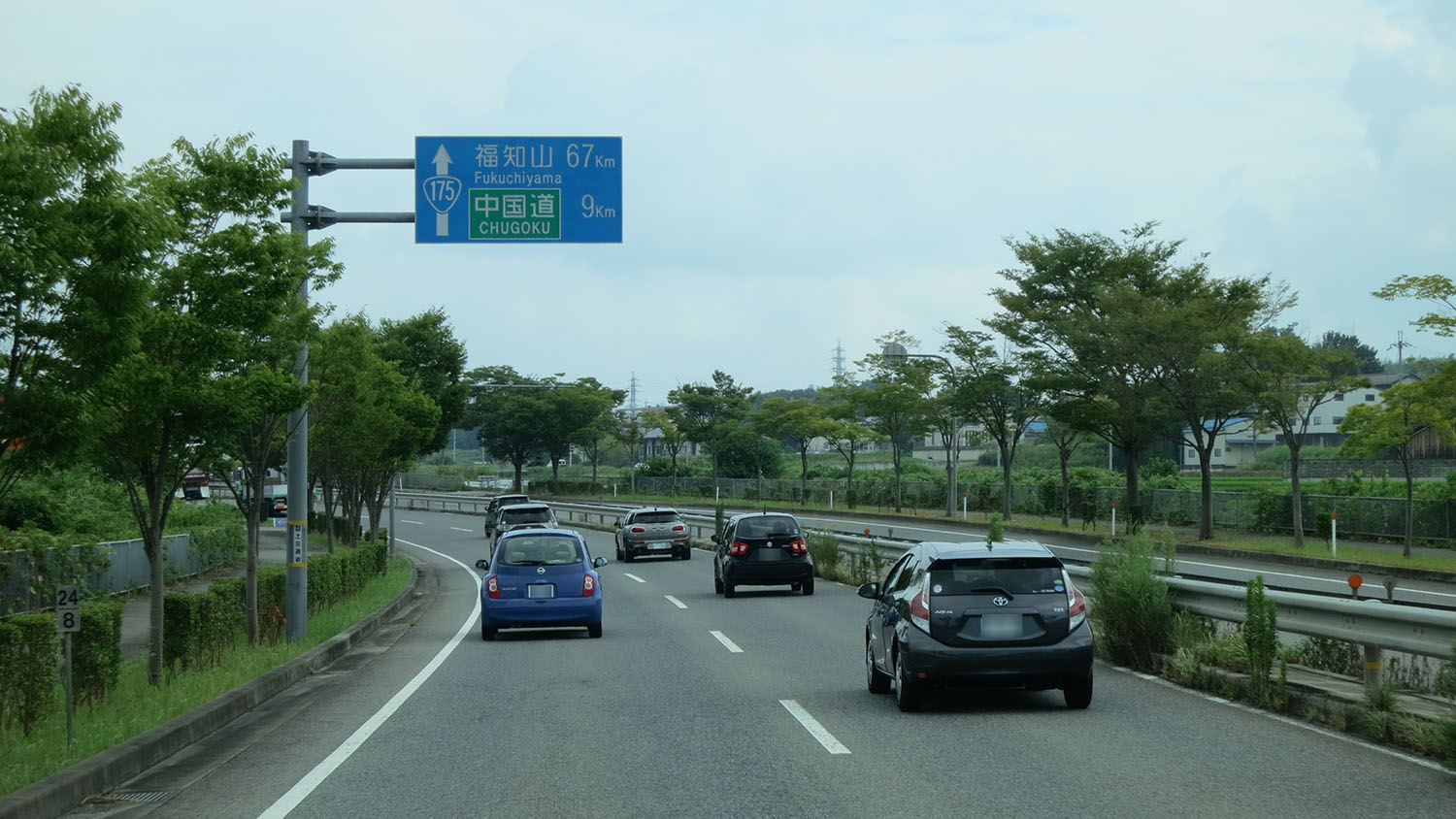
小野バイパス
兵庫県小野市浄谷町1

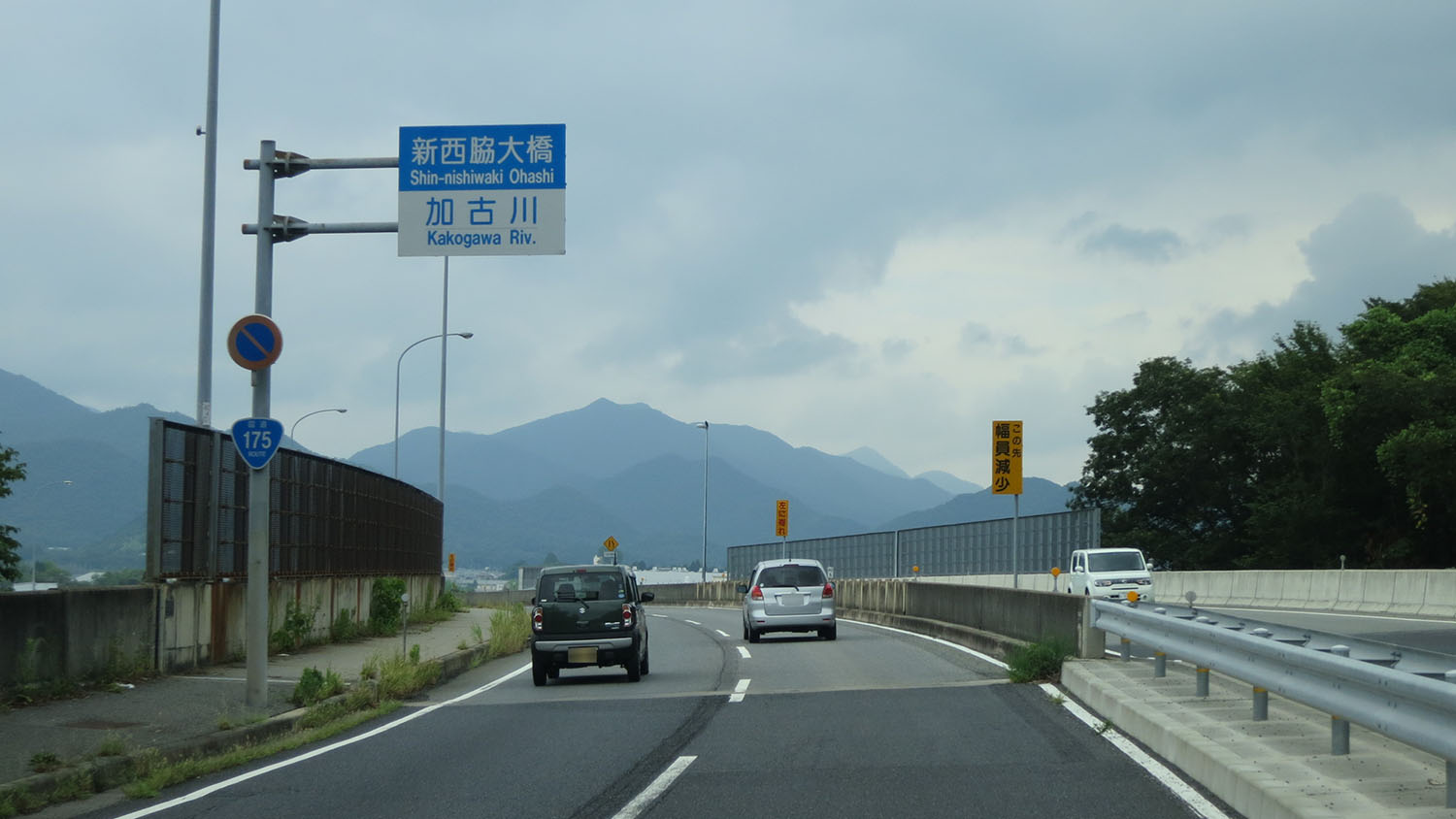
西脇バイパス
兵庫県西脇市下戸田

兵庫県内を中心に両側4車線への改良が進行しており、2012年4月現在では、三木バイパス南端から西脇バイパス北端の約22 kmに加え、神出バイパスの一部が連続して両側4車線となっている。さらに、西脇バイパスより北には西脇北バイパスも延伸されている。
平野拡幅 - 神出バイパス

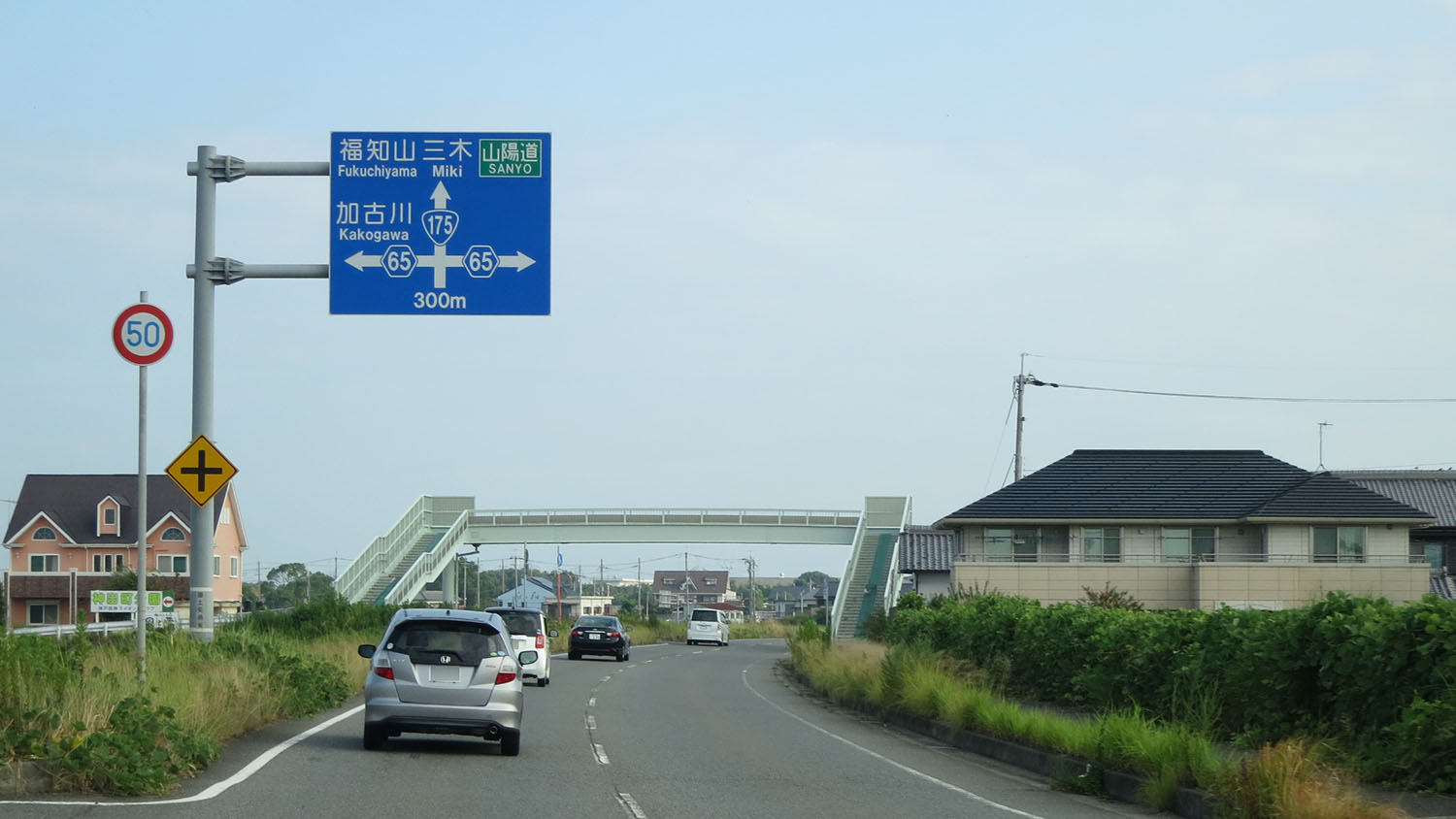
神出バイパス
兵庫県神戸市西区神出町

平野拡幅（ひらのかくふく）および神出バイパス（かんでバイパス）は、神戸市西区平野町向井から同区神出町小束野に至る改良事業である。両事業の完成により、神戸市内の区間に残存している両側2車線区間が両側4車線に拡幅される。
平野拡幅
平野拡幅（ひらのかくふく）は神戸市西区平野町向井から同区平野町常本までの延長3.3 kmの現道拡幅事業である。両側2車線の現道が両側4車線に拡幅される。1988年に工事に着手し、2010年までに平野町向井側（南側）2.0 kmが供用されている。残りの1.3 kmは2017年3月23日に拡幅された。
神出バイパス
神出バイパス（かんでバイパス）は、神戸市西区平野町常本から同区神出町小束野までの延長5.7 km 両側4車線のバイパス事業である。1993年に工事を開始し、2013年までに2車線での暫定供用も含め4.0 kmが供用されている。
国道175号4車線化事業
国道175号4車線化事業は、兵庫県三木市から同県西脇市にかけて建設されたバイパス道路群を総称する事業である。起点側から三木バイパス - 小野バイパス - 社バイパス - 滝野IC関連バイパス - 西脇バイパスの連続した5つのバイパスで構成され、その計画延長は26.2 kmである。1970年代より建設を開始し、残り事業は、2012年（平成24年）3月24日現在では西脇バイパスの4車線化1.0 kmとなっている。なお、現在では神出バイパスの終点側と連続して4車線道路が構成されているが、本節では総合的な事業として計画実施された上の5バイパスについて扱う。
工業整備特別地域に指定された兵庫県播磨地方では、その中心都市である姫路市のほか、臨海部に位置する明石市や加古川市に神戸製鋼、三菱重工、川崎重工といった重工業の工場が発展し、その従業員の住居として内陸部を含めた周辺地域で宅地化が進行したことから、通勤手段として利用される南北方向への道路需要が高まっていたが、周辺には両側4車線以上に整備された道路は存在せず、慢性的な渋滞が発生していた。また、周辺地域の南北軸として唯一の国道でもあり、瀬戸内海側と日本海側を結ぶ国道175号の性格から、産業道路として整備することを求める声が塩田晋によって発言されている。
バイパス工事にあたっては、いずれも暫定2車線での供用を経て完成4車線へ推移していったが、中でも中国自動車道滝野社インターチェンジと接続する滝野IC関連バイパスは2車線および4車線での供用を他区間に先駆けて開始した。その一方で、用地買収に難航した小野バイパスや西脇バイパスでは開通が遅れたが、2012年4月現在では、三木バイパスの起点側で接続する神出バイパスの一部から西脇バイパス北端にかけての25.0 kmが完成4車線として供用されている。
三木バイパス
三木バイパス（みきバイパス）は、三木市別所町小林から小野市樫山町に至る延長5.6 kmのバイパス道路である。4.4 kmのバイパス部と1.2 kmの現道拡幅部からなる。バイパス整備前の国道175号は、交通量が多く慢性的に交通渋滞が発生していたほか、歩道が未設置であったため、交通安全上の問題も生じていた。これを解消するために1970年（昭和45年）度に事業着手、1972年（昭和47年）度の用地着手と工事着手を経て1979年（昭和54年）10月にバイパス部が暫定2車線として全線で供用を開始。同年1月には都市計画決定もなされている。4車線化にあたっては、山陽自動車道三木小野インターチェンジの供用にあわせて周辺区間1.5 kmを先行し、終点側で接続する小野バイパスおよび社バイパスとともに2000年（平成12年）4月1日に残るバイパス部が両側4車線として完成供用した。現道拡幅部である福井ランプ付近から起点側は、2003年（平成15年）3月に0.5 km、2004年（平成16年）3月に小林交差点 - 三木市別所町福井の0.4 km、2005年（平成17年）3月に起点 - 小林交差点の0.3 kmがそれぞれ4車線化することで完成し、旧道の交通渋滞は緩和された。旧道は兵庫県道22号神戸三木線および兵庫県道20号加古川三田線、兵庫県道23号三木宍粟線、小野工区が兵庫県道23号三木宍粟線および兵庫県道18号加古川小野線のそれぞれ一部として指定されている。
小野バイパス
小野バイパス（おのバイパス）は、小野市樫山町から同市古川町に至る延長8.1 kmのバイパス道路である。1989年（平成元年）5月に終点側の小野市天神町 - 同市天神町の4.2 kmが暫定2車線で供用開始し、1992年（平成4年）10月8日には暫定2車線として全線で供用を開始し、両端で接続する三木バイパスおよび社バイパスとともに2000年（平成12年）4月1日に両側4車線として完成供用した。
小野市内ではバイパス計画に対する地域の賛同が得られず、都市計画決定が遅れたため、西脇バイパスを含まない明石市と中国自動車道滝野社ICを結ぶ区間としては最後の着手となった。また1979年（昭和54年）に開始された用地着手も交渉は難航したため、用地買収は1984年（昭和59年）より開始されたが、結果として暫定2車線としての供用は5バイパス中最後となった。旧道は兵庫県道18号加古川小野線の一部として指定されている。
社バイパス
社バイパス（やしろバイパス）は、加東市東古瀬から同市穂積に至る延長5.5 kmのバイパス道路である。1982年（昭和57年）4月8日に暫定2車線として供用を開始し、起点側で接続する三木バイパスおよび小野バイパスとともに2000年（平成12年）4月1日に両側4車線として完成供用した。旧道は兵庫県道567号東古瀬穂積線である。
滝野IC関連バイパス
滝野IC関連バイパス（たきのインターかんれんバイパス）は、加東市穂積から同市多井田に至る延長1.7 kmのバイパス道路である。1979年（昭和54年）4月11日に他の区間に先駆けて暫定2車線供用を開始し、完成供用も小野バイパスの暫定供用前である1988年（昭和63年）12月21日と、最も早かった。
当バイパス区間では、1974年（昭和49年）6月4日に供用を開始した中国自動車道滝野社インターチェンジと接続している。同インターチェンジの供用開始当時は、現在の旧道の一部にあたる兵庫県道17号西脇三田線と北野交差点において平面交差をしていたが、滝野IC関連バイパスの暫定供用によって同バイパスとも平面交差による接続を開始。バイパスとの交差点はその後の工事によって、滝野社第二インターチェンジとして立体交差に改良された。
西脇バイパス
西脇バイパス（にしわきバイパス）は、加東市多井田から西脇市下戸田に至る延長4.4 kmのバイパス道路である。
国道175号4車線化事業としては、滝野町（現在の加東市）から西脇市高松町に至る2.0 kmとして計画されていたものが、1984年（昭和59年）時点では終点を西脇市上戸田に至る延長5.4 kmの事業として整備してきた。しかし、2021年（令和3年）時点では終点が西脇市下戸田に至る延長4.4 kmとして上戸田南交差点周辺において立体交差事業中である西脇市下戸田地内についても西脇北バイパスの一部とされていることから、延長5.4 kmのうち終点側の1.0 kmについては、西脇北バイパスの一部として本項では取り扱う。資料によっては高松町から西脇北バイパスまでの2.1 kmとするものもある。
全体のうち、起点側の2.3 kmが2000年（平成12年）4月1日に、終点側の2.1 kmが2012年（平成24年）3月24日にそれぞれ両側4車線として完成供用している。
小野バイパスと同じ1979年（昭和54年）に用地着手したが、沿線では「バイパス反対」の看板が掲げられるなど、用地買収が難航した。このため、西脇バイパスの一部として整備開始した西脇市上戸田の終点側から暫定供用を開始し、全線の暫定供用は1991年（平成3年）3月27日のことであった。
西脇北バイパス
西脇北バイパス（にしわききたバイパス）は、西脇市下戸田から同市黒田庄町大伏に至る延長5.2kmのバイパス道路である。2006年（平成18年）度に工事着手し、2020年（令和2年）3月14日に終点側の2.1kmが2車線で暫定供用した。残りの区間は2026年（令和8年）度に開通予定。
本バイパスは西脇バイパス、滝野IC関連バイパスとともに、滝野社インターチェンジから北近畿豊岡自動車道氷上インターチェンジを結ぶ、東播丹波連絡道路の一部を構成する。
大川橋
舞鶴市内で由良川をまたぐこの橋を2009年（平成21年）に架け替え、舞鶴市街地側の峠越え区間にバイパス道路を建設した。

### 道路施設

#### 道の駅
- 兵庫県
  - みき（三木市）
  - 北はりまエコミュージアム（西脇市）
  - 丹波おばあちゃんの里（丹波市）
- 京都府
  - 舞鶴港とれとれセンター（舞鶴市）

#### 簡易パーキング施設
- 兵庫県
  - 山南仁王（丹波市山南町井原）

## 地理

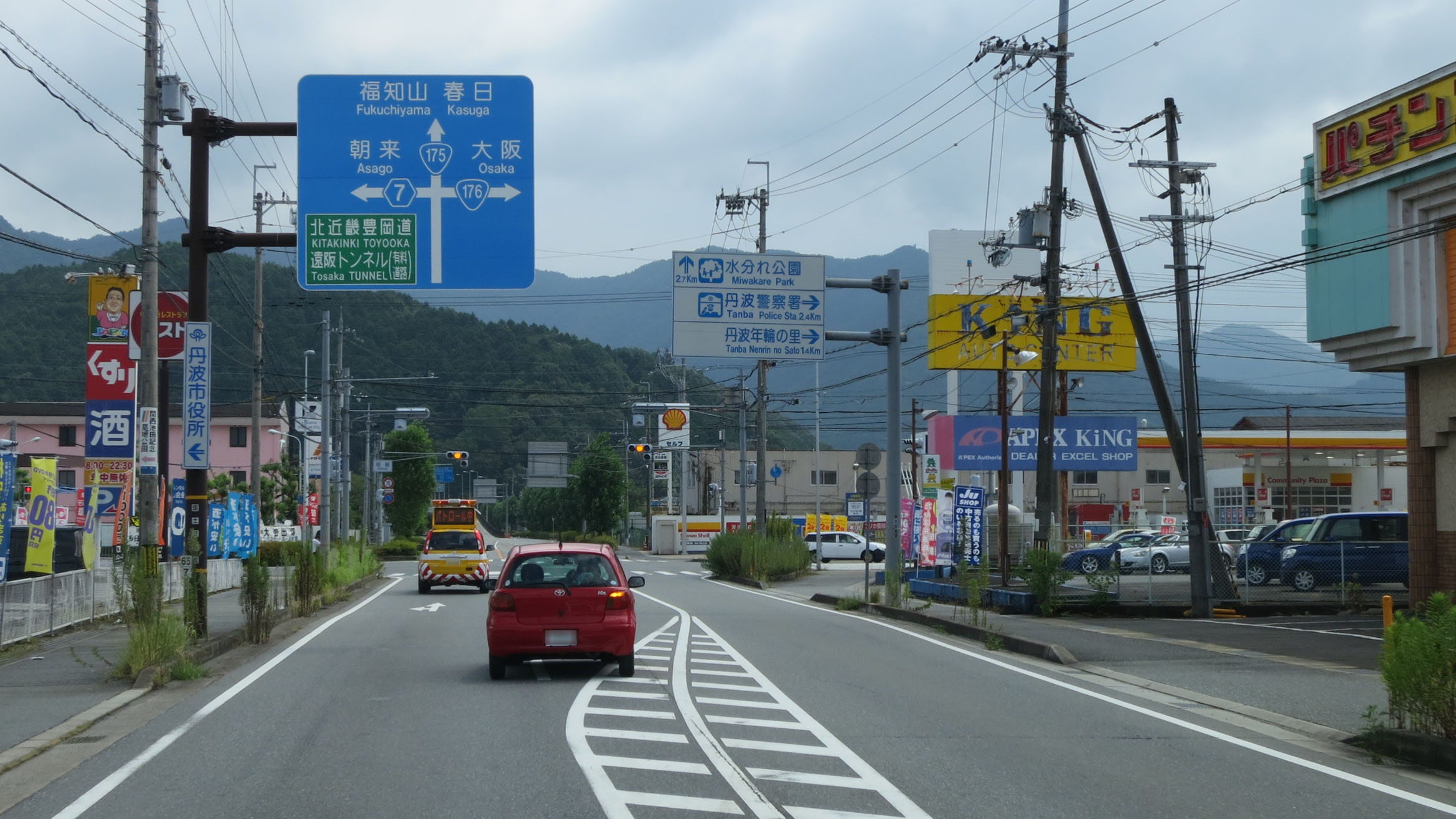
国道176号との分岐
兵庫県丹波市氷上町

### 通過する自治体
- 兵庫県
  - 明石市 - 神戸市（西区） - 三木市 - 小野市 - 加東市 - 西脇市 - 丹波市
- 京都府
  - 福知山市 - 舞鶴市

### 交差する道路
| 交差する道路                                                                  | 都道府県名 | 市町村名 | 市町村名 | 交差する場所                          | 交差する場所                      |
| ----------------------------------------------------------------------------- | ---------- | -------- | -------- | ------------------------------------- | --------------------------------- |
| 国道2号 国道427号 重複区間起点 兵庫県道377号野村明石線 重複区間起点           | 兵庫県     | 明石市   | 明石市   | 和坂稲荷町                            | 和坂交差点 / 起点                 |
| 兵庫県道21号神戸明石線                                                        | 兵庫県     | 神戸市   | 西区     | 森友4丁目                             | 森友交差点                        |
| 兵庫県道377号野村明石線 重複区間終点                                          | 兵庫県     | 神戸市   | 西区     | 玉津町出合                            | 玉津大橋交差点                    |
| E93 第二神明道路                                                              | 兵庫県     | 神戸市   | 西区     | 玉津町小山（こやま）                  | 玉津インター交差点 6 玉津IC       |
| 兵庫県道83号平野三木線                                                        | 兵庫県     | 神戸市   | 西区     | 平野町西戸田                          | 西戸田交差点                      |
| 国道175号 / 神出旧道 国道427号 / 神出旧道                                     | 兵庫県     | 神戸市   | 西区     | 神出町田井                            |                                   |
| 兵庫県道65号神戸加古川姫路線 重複区間起点                                     | 兵庫県     | 神戸市   | 西区     | 神出町田井                            |                                   |
| 兵庫県道378号六分一神出線                                                     | 兵庫県     | 神戸市   | 西区     | 神出町田井                            | 田井西交差点                      |
| 兵庫県道65号神戸加古川姫路線 重複区間終点 兵庫県道65号神戸加古川姫路線 / 旧道 | 兵庫県     | 神戸市   | 西区     | 神出町北                              | 神出町北交差点                    |
| 国道175号 / 神出旧道 国道427号 / 神出旧道                                     | 兵庫県     | 神戸市   | 西区     | 神出町小束野（こそくの）              | 小束野南交差点                    |
| 兵庫県道513号三木環状線 兵庫県道514号志染土山線                               | 兵庫県     | 三木市   | 三木市   | 別所町小林                            | 小林交差点                        |
| 兵庫県道20号加古川三田線 兵庫県道23号三木宍粟線 / 高木末広バイパス            | 兵庫県     | 三木市   | 三木市   | 別所町高木                            | [ 注釈 7 ]                        |
| 兵庫県道360号正法寺三木停車場線                                               | 兵庫県     | 三木市   | 三木市   | 大村                                  | バイパス大村交差点                |
| E2 山陽自動車道                                                               | 兵庫県     | 三木市   | 三木市   | 鳥町                                  | 4 三木小野IC                      |
| 兵庫県道23号三木宍粟線                                                        | 兵庫県     | 小野市   | 小野市   | 樫山町                                | 樫山交差点                        |
| 東播磨南北道路                                                                | 兵庫県     | 小野市   | 小野市   | 池尻町                                | 小野ランプ 2025年開通予定         |
| 兵庫県道23号三木宍粟線 重複区間起点                                           | 兵庫県     | 小野市   | 小野市   | 市場町                                | 市場東交差点                      |
| 兵庫県道81号小野香寺線 兵庫県道353号大畑小野線                                | 兵庫県     | 小野市   | 小野市   | 天神町                                | 天神町交差点                      |
| 兵庫県道23号三木宍粟線 重複区間終点 兵庫県道75号小野藍本線                    | 兵庫県     | 小野市   | 小野市   | 浄谷町（きよたにちょう）              | 浄谷町中交差点                    |
| 兵庫県道352号住吉住永線                                                       | 兵庫県     | 小野市   | 小野市   | 久保木町                              | 久保木町交差点                    |
| 兵庫県道18号加古川小野線 兵庫県道567号東古瀬穂積線                            | 兵庫県     | 小野市   | 小野市   | 古川町                                | 中古瀬（なかこせ）南交差点        |
| 兵庫県道18号加古川小野線 兵庫県道567号東古瀬穂積線                            | 兵庫県     | 加東市   | 加東市   | 東古瀬（ひがしごせ）                  | 中古瀬（なかこせ）南交差点        |
| 兵庫県道351号大門小田線                                                       | 兵庫県     | 加東市   | 加東市   | 沢部                                  | 沢部交差点                        |
| 兵庫県道350号松尾青野ヶ原停車場線                                             | 兵庫県     | 加東市   | 加東市   | 出水（いずみ）                        | 出水交差点                        |
| 国道372号                                                                     | 兵庫県     | 加東市   | 加東市   | 田中                                  | 田中交差点                        |
| 兵庫県道17号西脇三田線 兵庫県道567号東古瀬穂積線                              | 兵庫県     | 加東市   | 加東市   | 穂積 北野                             | 滝野インター入口交差点            |
| E2A 中国自動車道                                                              | 兵庫県     | 加東市   | 加東市   | 北野                                  | 8 滝野社IC                        |
| 兵庫県道294号黒田庄多井田線                                                   | 兵庫県     | 加東市   | 加東市   | 多井田（おいだ）                      | 闘竜灘東交差点                    |
| 兵庫県道294号黒田庄多井田線 重複区間起点                                      | 兵庫県     | 加東市   | 加東市   | 曽我                                  | 曽我交差点                        |
| 兵庫県道144号西脇口吉川神戸線 重複区間起点                                    | 兵庫県     | 西脇市   | 西脇市   | 高松町                                | 高松交差点                        |
| 兵庫県道294号黒田庄多井田線 重複区間終点                                      | 兵庫県     | 西脇市   | 西脇市   | 高松町                                | [ 注釈 8 ]                        |
| 兵庫県道294号黒田庄多井田線 兵庫県道347号和布西脇線                           | 兵庫県     | 西脇市   | 西脇市   | 和布町（わぶちょう）                  | [ 注釈 9 ]                        |
| 兵庫県道294号黒田庄多井田線                                                   | 兵庫県     | 西脇市   | 西脇市   | 堀町                                  | [ 注釈 10 ]                       |
| 国道427号 重複区間終点 兵庫県道144号西脇口吉川神戸線 重複区間終点             | 兵庫県     | 西脇市   | 西脇市   | 上戸田                                | 上戸田南交差点                    |
| 国道175号 / 西脇北バイパス未供用 兵庫県道566号上鴨川西脇線                    | 兵庫県     | 西脇市   | 西脇市   | 上戸田                                | 上戸田交差点                      |
| 兵庫県道36号西脇篠山線                                                        | 兵庫県     | 西脇市   | 西脇市   | 寺内                                  | 寺内北交差点                      |
| 国道175号 / 西脇北バイパス                                                    | 兵庫県     | 西脇市   | 西脇市   | 寺内                                  | [ 注釈 11 ]                       |
| 兵庫県道297号津万井西田線 兵庫県道559号門柳大門線                             | 兵庫県     | 西脇市   | 西脇市   | 黒田庄町津万井（つまい） 黒田庄町大門 | 畑瀬橋交差点                      |
| 国道175号 / 西脇北バイパス                                                    | 兵庫県     | 西脇市   | 西脇市   | 黒田庄町大伏（おおふし）              |                                   |
| 兵庫県道139号山南多可線 重複区間起点 兵庫県道174号本黒田停車場線              | 兵庫県     | 西脇市   | 西脇市   | 黒田庄町石原                          | 中央橋交差点                      |
| 兵庫県道139号山南多可線 重複区間終点                                          | 兵庫県     | 西脇市   | 西脇市   | 黒田庄町船町                          | 船町交差点                        |
| 兵庫県道77号篠山山南線 兵庫県道86号多可柏原線 重複区間起点                    | 兵庫県     | 丹波市   | 丹波市   | 山南町井原（いばら）                  | 井原南交差点                      |
| 兵庫県道86号多可柏原線 重複区間終点                                           | 兵庫県     | 丹波市   | 丹波市   | 山南町井原                            | 井原交差点                        |
| 京都府道・兵庫県道109号福知山山南線 重複区間起点                              | 兵庫県     | 丹波市   | 丹波市   | 山南町草部                            | 草部交差点                        |
| 京都府道・兵庫県道109号福知山山南線 重複区間終点                              | 兵庫県     | 丹波市   | 丹波市   | 氷上町朝阪（あさか）                  | 朝阪交差点                        |
| 兵庫県道290号稲畑柏原線                                                       | 兵庫県     | 丹波市   | 丹波市   | 氷上町稲畑                            | 稲畑交差点                        |
| 兵庫県道291号奥野々氷上線 重複区間起点                                        | 兵庫県     | 丹波市   | 丹波市   | 氷上町稲継                            |                                   |
| 兵庫県道291号奥野々氷上線 重複区間終点                                        | 兵庫県     | 丹波市   | 丹波市   | 氷上町稲継                            |                                   |
| 国道176号 重複区間起点 兵庫県道7号青垣柏原線 重複区間起点                     | 兵庫県     | 丹波市   | 丹波市   | 氷上町稲継 氷上町横田                 | 稲継交差点                        |
| 兵庫県道7号青垣柏原線 重複区間終点                                            | 兵庫県     | 丹波市   | 丹波市   | 氷上町横田                            | 横田交差点                        |
| 兵庫県道171号黒井停車場線                                                     | 兵庫県     | 丹波市   | 丹波市   | 春日町朝日                            | 春日町立野交差点                  |
| 兵庫県道69号春日栗柄線                                                        | 兵庫県     | 丹波市   | 丹波市   | 春日町野村                            | 下野村交差点                      |
| E27 舞鶴若狭自動車道 E72 北近畿豊岡自動車道                                   | 兵庫県     | 丹波市   | 丹波市   | 春日町野村                            | 春日インター前交差点 3 春日IC/JCT |
| 兵庫県道284号多利多田線                                                       | 兵庫県     | 丹波市   | 丹波市   | 春日町多田                            | 渡所橋（わたんじょばし）交差点    |
| 兵庫県道283号絹山市島線                                                       | 兵庫県     | 丹波市   | 丹波市   | 市島町東勅使                          | 勅使交差点                        |
| 兵庫県道138号追入市島線                                                       | 兵庫県     | 丹波市   | 丹波市   | 市島町梶原                            |                                   |
| 兵庫県道・京都府道59号市島和知線                                              | 兵庫県     | 丹波市   | 丹波市   | 市島町上田（かみだ）                  | 市島支所前交差点                  |
| 兵庫県道282号沼市島線                                                         | 兵庫県     | 丹波市   | 丹波市   | 市島町上竹田                          | 八日市交差点                      |
| 兵庫県道170号丹波竹田停車場線                                                 | 兵庫県     | 丹波市   | 丹波市   | 市島町中竹田                          |                                   |
| 国道9号 重複区間起点 京都府道55号舞鶴福知山線                                 | 京都府     | 福知山市 | 福知山市 | 堀東堀                                | 東堀交差点                        |
| 京都府道8号福知山綾部線                                                       | 京都府     | 福知山市 | 福知山市 | 堀東堀                                | 西堀交差点                        |
| 京都府道523号福知山停車場篠尾線                                               | 京都府     | 福知山市 | 福知山市 | 篠尾（さそお）下篠尾                  | 下篠尾交差点                      |
| 国道429号                                                                     | 京都府     | 福知山市 | 福知山市 | 新庄                                  | 新庄交差点                        |
| 国道9号 重複区間終点 京都府道527号筈巻牧線 重複区間起点                       | 京都府     | 福知山市 | 福知山市 | 牧                                    | 牧交差点                          |
| 京都府道527号筈巻牧線 重複区間終点                                            | 京都府     | 福知山市 | 福知山市 | 上天津勅使                            | 勅使交差点                        |
| 国道176号 重複区間終点                                                        | 京都府     | 福知山市 | 福知山市 | 下天津                                | 下天津交差点                      |
| 京都府道492号私市大江線                                                       | 京都府     | 福知山市 | 福知山市 | 大江町公庄（ぐじょう）                | 公庄交差点                        |
| 京都府道493号西坂蓼原線                                                       | 京都府     | 福知山市 | 福知山市 | 大江町河守（こうもり）                | 河守交差点                        |
| 京都府道9号綾部大江宮津線 重複区間起点                                        | 京都府     | 福知山市 | 福知山市 | 大江町関                              | 関交差点                          |
| 京都府道9号綾部大江宮津線 重複区間終点                                        | 京都府     | 福知山市 | 福知山市 | 大江町北有路（きたありじ）            | 大雲橋北交差点                    |
| 京都府道532号二俣三河線                                                       | 京都府     | 福知山市 | 福知山市 | 大江町三河（そうご）                  | 三河交差点                        |
| 京都府道533号内宮地頭線                                                       | 京都府     | 舞鶴市   | 舞鶴市   | 地頭（じとう）                        | 地頭交差点                        |
| 京都府道491号金河内地頭線                                                     | 京都府     | 舞鶴市   | 舞鶴市   | 地頭                                  | 由良川橋北交差点                  |
| 京都府道570号西方寺岡田由里線                                                 | 京都府     | 舞鶴市   | 舞鶴市   | 岡田由里（おかだゆり）                | 岡田由里交差点                    |
| 京都府道66号志高西舞鶴線                                                      | 京都府     | 舞鶴市   | 舞鶴市   | 志高（しだか）                        |                                   |
| 京都府道45号舞鶴宮津線 京都府道567号地頭四所停車場線 重複区間起点             | 京都府     | 舞鶴市   | 舞鶴市   | 大川                                  | 大川交差点                        |
| 国道178号 重複区間起点                                                        | 京都府     | 舞鶴市   | 舞鶴市   | 八田                                  | 八田交差点                        |
| 京都府道55号舞鶴福知山線 京都府道571号西神崎上東線                            | 京都府     | 舞鶴市   | 舞鶴市   | 上東（かみひがし）                    | 藤津交差点                        |
| 京都府道568号念仏峠線                                                         | 京都府     | 舞鶴市   | 舞鶴市   | 上福井                                | 念仏峠交差点                      |
| 京都府道567号地頭四所停車場線 重複区間終点                                    | 京都府     | 舞鶴市   | 舞鶴市   | 上福井                                | 四所駅前交差点                    |
| 京都府道490号物部西舞鶴線                                                     | 京都府     | 舞鶴市   | 舞鶴市   | 上福井                                | 上福井交差点                      |
| 京都府道601号由良金ヶ岬上福井線                                               | 京都府     | 舞鶴市   | 舞鶴市   | 下福井                                | 下福井交差点                      |
| 国道27号 国道177号 国道178号 重複区間終点                                     | 京都府     | 舞鶴市   | 舞鶴市   | 魚屋（うおや）                        | 大手交差点 / 終点                 |
| 神出旧道                                                                      |            |          |          |                                       |                                   |
| 国道175号 国道427号                                                           | 兵庫県     | 神戸市   | 西区     | 神出町田井                            | 旧道起点                          |
| 兵庫県道65号神戸加古川姫路線                                                  | 兵庫県     | 神戸市   | 西区     | 神出町田井                            | 田井南交差点                      |
| 兵庫県道65号神戸加古川姫路線 / 旧道 兵庫県道378号六分一神出線                 | 兵庫県     | 神戸市   | 西区     | 神出町田井                            | 田井交差点                        |
| 国道175号 国道427号                                                           | 兵庫県     | 神戸市   | 西区     | 神出町小束野                          | 小束野南交差点 / 旧道終点         |
| 西脇北バイパス                                                                |            |          |          |                                       |                                   |
| 国道175号 / 現道 兵庫県道566号上鴨川西脇線                                    | 兵庫県     | 西脇市   | 西脇市   | 上戸田                                | 上戸田交差点 / バイパス起点       |
| 未供用区間                                                                    |            |          |          |                                       |                                   |
| 国道175号 / 現道                                                              | 兵庫県     | 西脇市   | 西脇市   | 寺内                                  | [ 注釈 11 ]                       |
| 国道175号 / 現道                                                              | 兵庫県     | 西脇市   | 西脇市   | 黒田庄町大伏                          | バイパス終点                      |

## ギャラリー

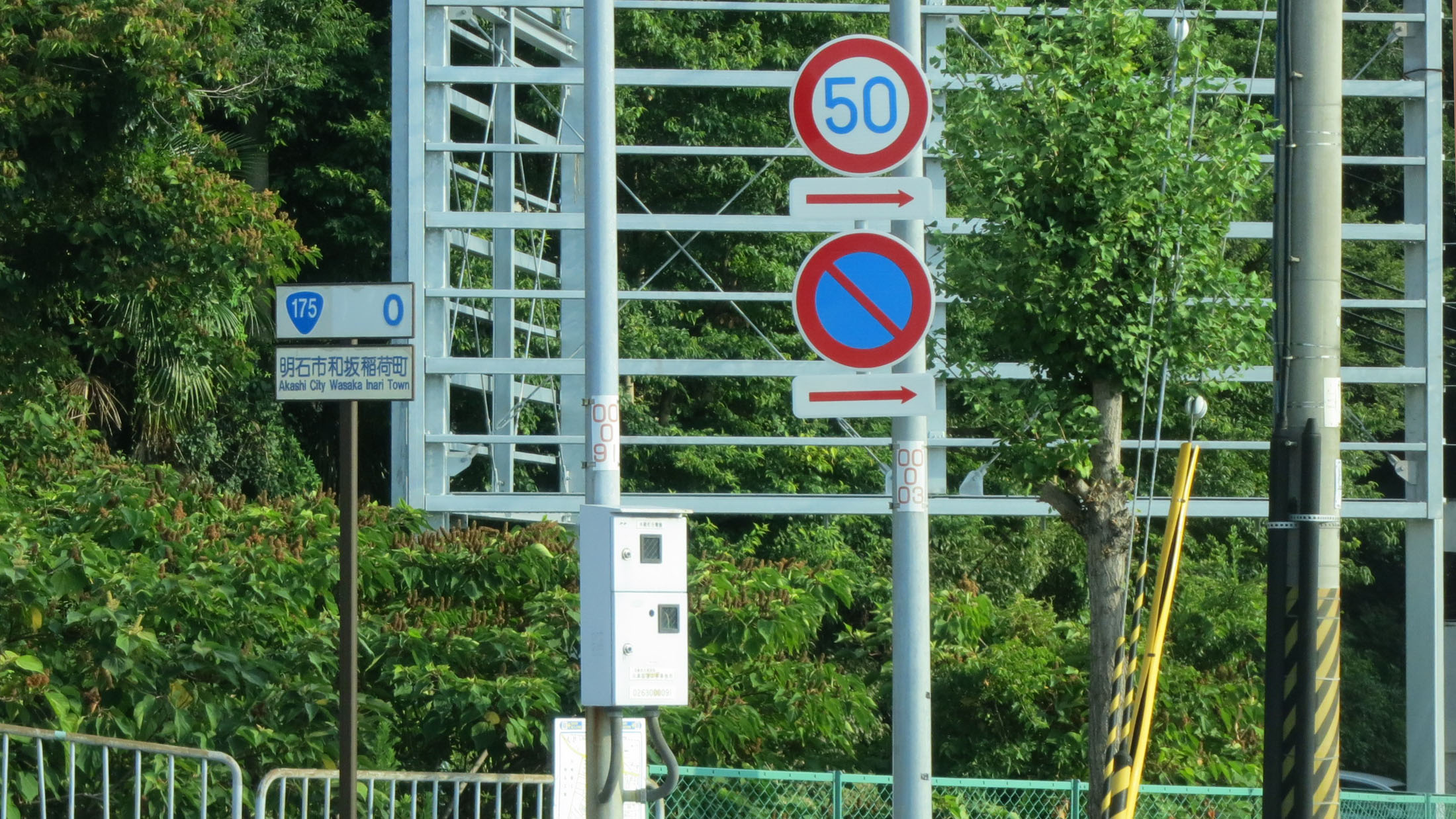
起点、「0」キロポスト 兵庫県明石市 和坂交差点
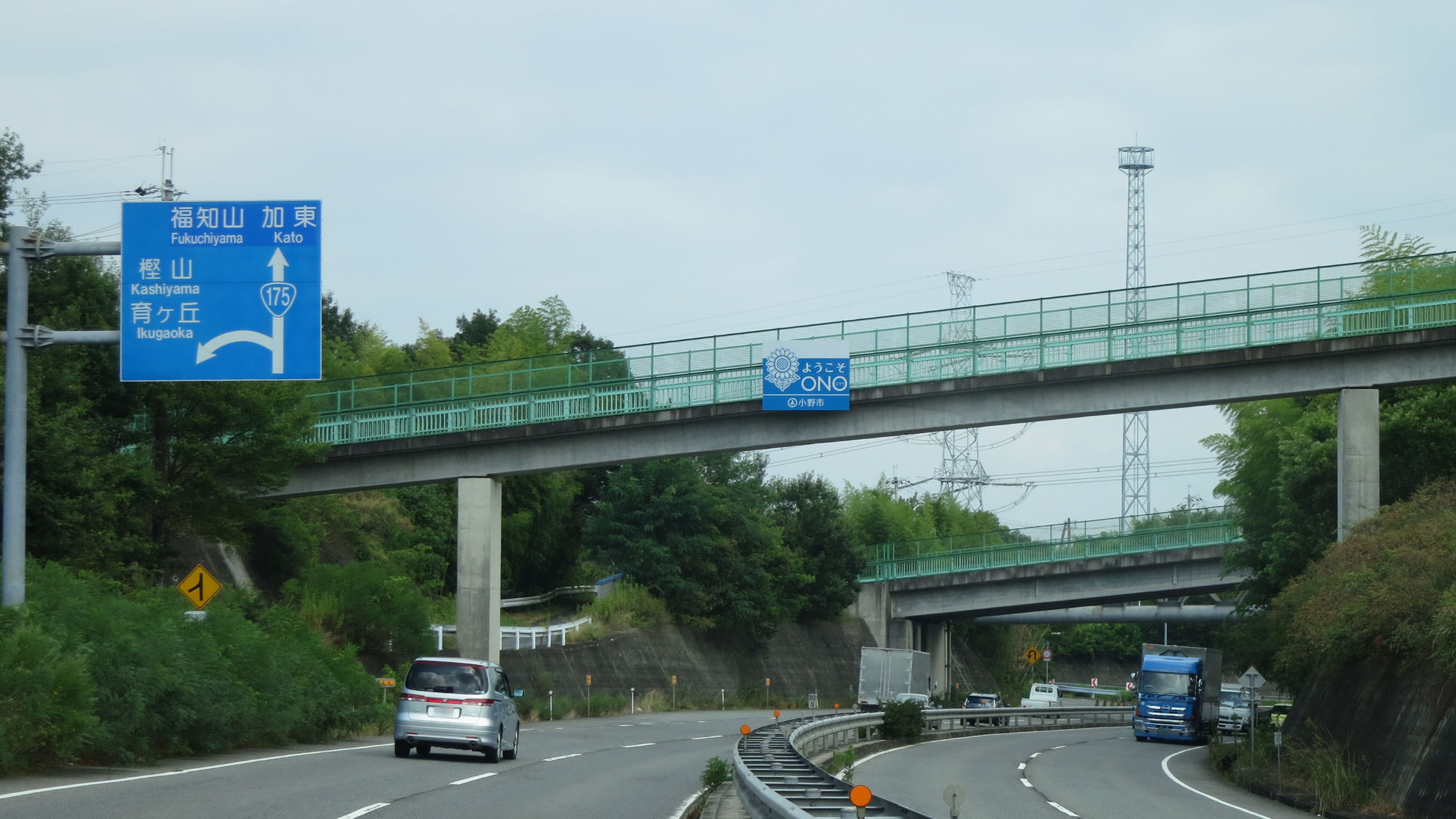
小野バイパス 兵庫県小野市育ケ丘町
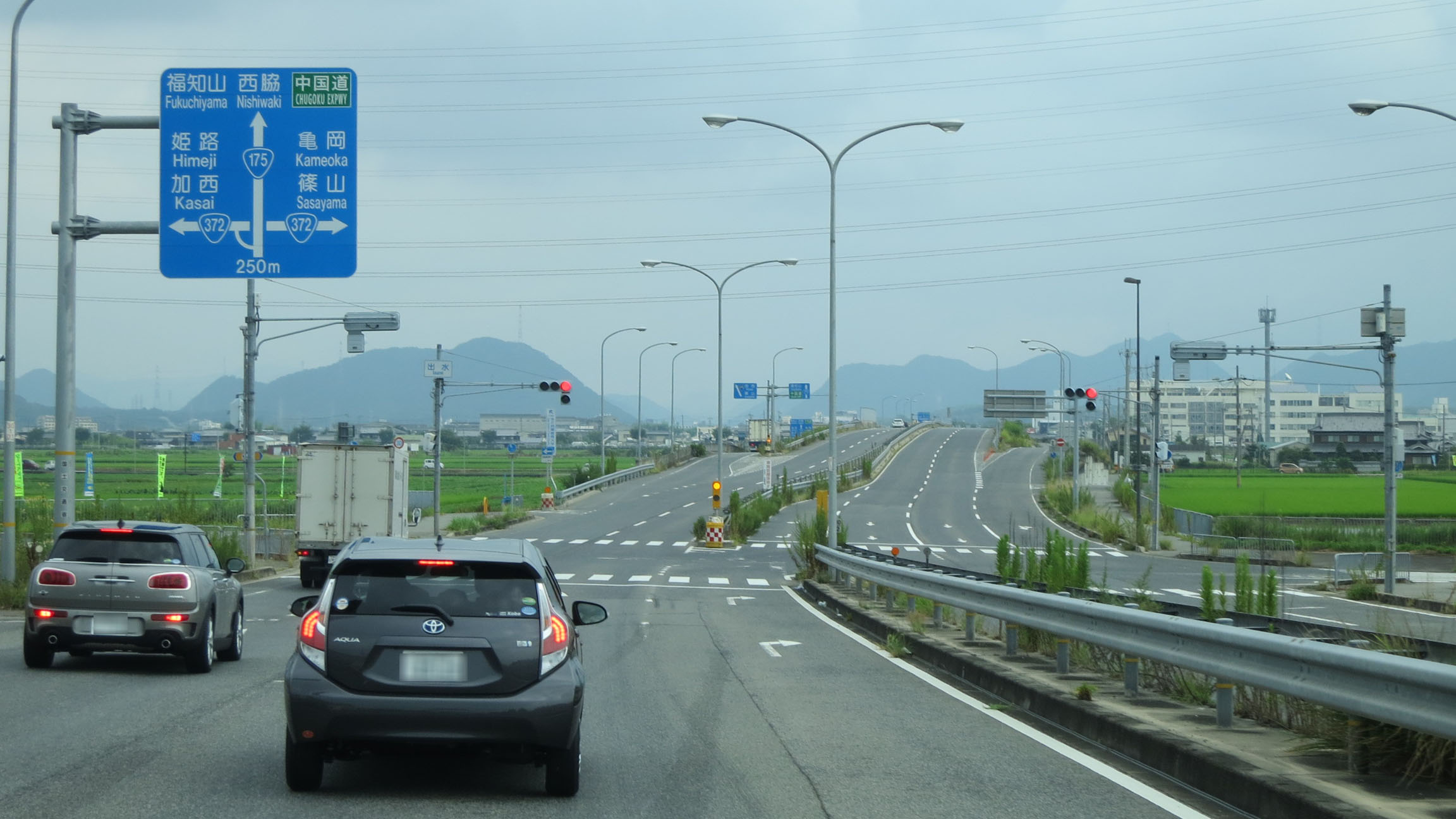
国道372号との交差 兵庫県加東市出水
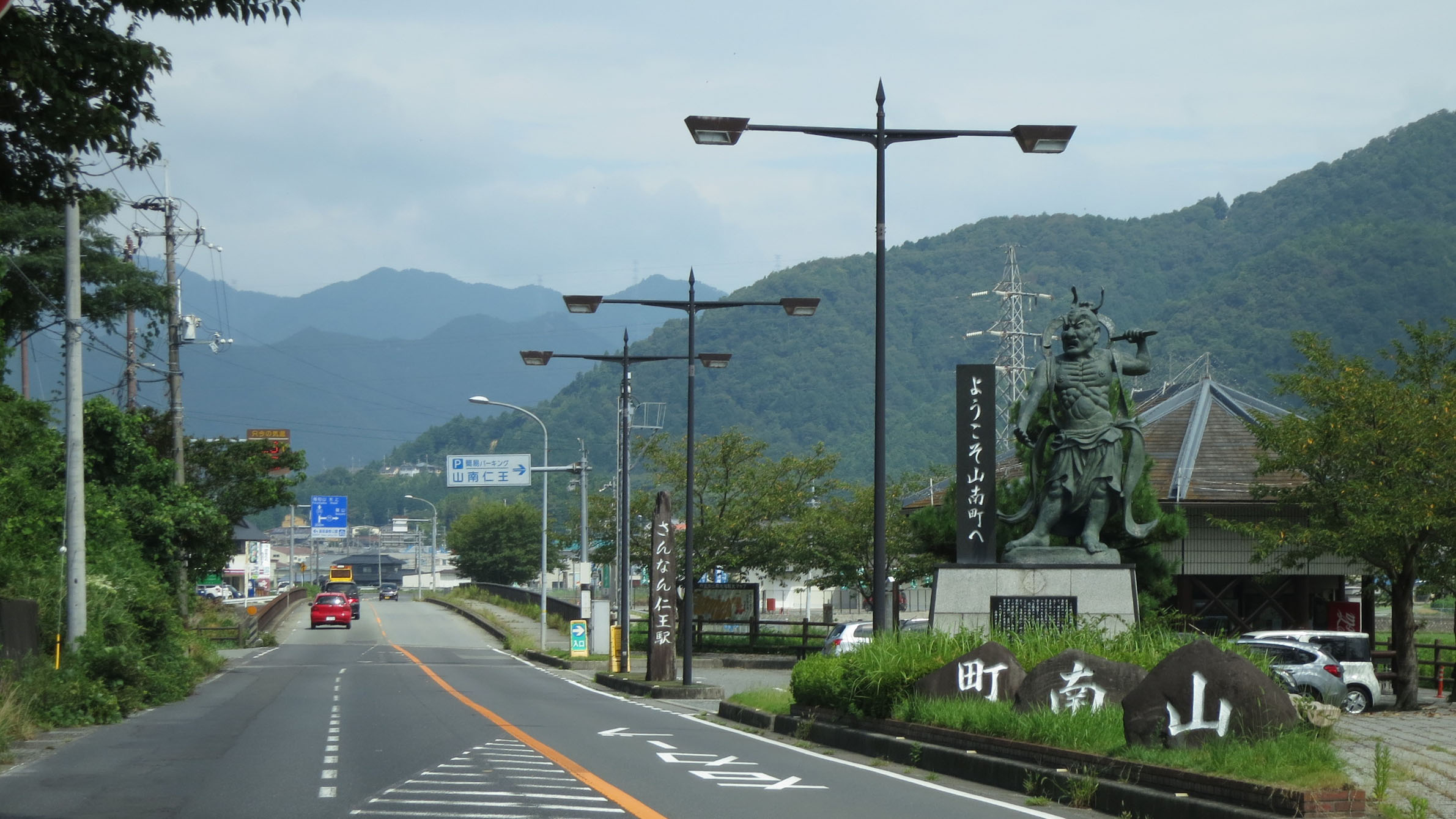
「山南仁王」付近 （簡易パーキング施設） 兵庫県丹波市山南町
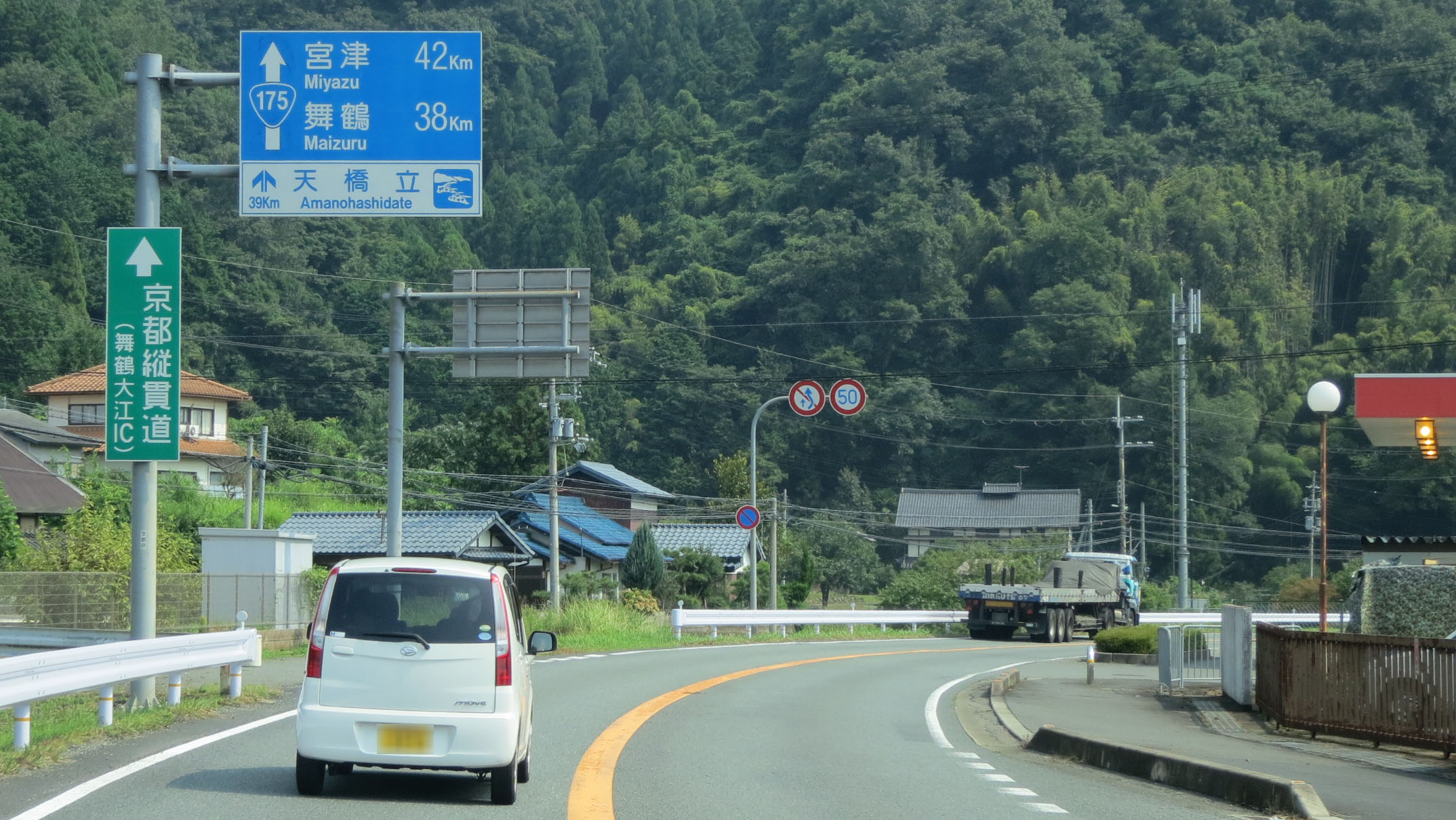
京都府福知山市牧
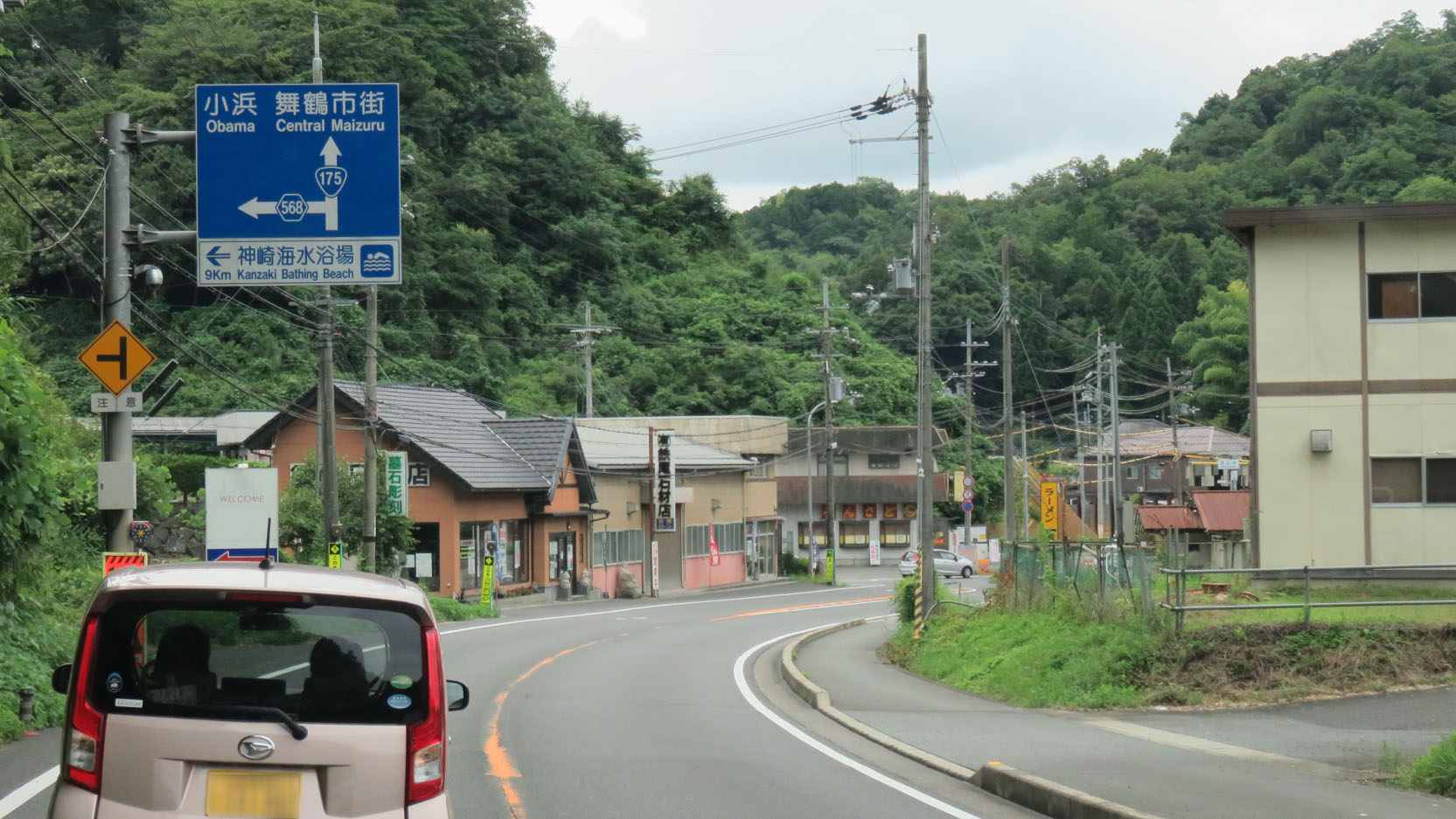
京都府舞鶴市上福井